# Лата (геодезия)
Вижте пояснителната страница за други значения на Лата.
Латата е помощен измервателен прибор за извършване на геодезически измервания. Приложението ѝ в геодезията е при съвместно ползване с оптични измервателни уреди за извършване на топографска дейност по създаване на топографска снимка на местността. Използва се като се поставя върху конкретната измервана точка и от измервателната станция с геодезически уред може да се измери вертикален ъгъл, разстояния или хоризонтален ъгъл между две позиции на латата. В стандартно изпълнение се използва и за провеждане на нивелация с нивелир за установяване разликата в нивата на земната повърхност.

## Конструкция и видове
Латата е устойчива конструкция на рейка, изработена от дърво, алуминий или инвар (за прецизни измервания). Върху лицевата ѝ повърхност е градуирана скала в сантиметри, или в други измервателни единици. Градуирането е прецизно изпълнено, съобразно стандартната система за измерване приета в държавата. Изпълнява се едноцветно или двуцветно за по-голям контраст при визирането към латата, и е съобразено с приетия държавен стандарт за това. При позициониране върху измерваната точка, надписите на цифрите са изписани в дециметри. При отчет например 17, това означава 1,7 m височина от основата на латата. Произвеждат се лати с надписи в метри, които се използват предимно за нивелачни измервания. Градуирането е от бели и тъмни или цветни полета с ширина например равни на 1 cm, или друга измервателна единица. С теодолит или нивелир за технически нужди на определено допустимо разстояние може да се отчете чрез интерполация показание с точност до 2,5 mm с нишката на зрителната тръба. Със стандартен геодезически уред при близко разстояние е възможно да се отчете чрез интерполация показание до 1 mm. Има градуирани лати с баркод, които изискват и по-специален измервателен уред.
Дължината на латата е различна.
- За топографски снимки и нивелация от нисък клас, обикновено се изработват евтини дървени сгъваеми на две четириметрови лати, свързани със заключващи се метални панти. Това ги прави удобни за транспортиране, добро съхранение на измервателната скала и удобство при носене по терена. С голямата си дължина е възможно да се провеждат измервания в по-голям диапазон от дължини или при нивелация за измервания със значителни разлики във височините на терена. При нивелация за технически цели, проведена с такива лати, се допускат отклонения до 1-2 mm на визиране.
- Използват се лати от алуминий с телескопична конструкция със секции прибиращи се една в друга и с възможности за увеличаване размера до 4 – 5 метра;
- За по-точни измервания, има модели от фибростъкло, с което се свежда до минимум промяната в дължината в резултат на широк диапазон на температурна промяна по време на експлоатация;
- За прецизни измервания при нивелация се използват модели лати изработени от инвар, с което температурните промени на дължината са пренебрежимо малки. Изработват се от цяло парче метал. Лентата от инвар е калибрирана и градуираната върху нея скала е прецизно нанесена. Изработват се с различни дължини до 3 метра за обща употреба и дължина 1 метър за подземни маркшайдерски измервания. При нивелация с прецизни измервателни инструменти за нивелация I клас се постига точност от порядъка 0,1 mm на визиране и под 1 mm/km. Тези нормативи се създават и определят като стандарт за всяка държава. Прието е при определяне нормата за допустимо отклонение в mm, то да бъде по-малко от

{\displaystyle Q<3.{\sqrt {L}}} mm, където L е разстоянието на измерването в km.

## Използване
При работа с латата основното изискване е да се поставя вертикално върху измерваната точка. Всякакво отклонение от вертикалата води до грешни отчети и компрометиране на геодезическото измерване. Затова латите са снабдени с устойчиви, удобни дръжки за захващане от оператора по време на работа при позициониране върху измерваната точка. Латата е снабдена и с кръгла либела за контрол при привеждането им във вертикално състояние. За по-прецизни измервания, латите се стабилизират с малък метален статив – помощна тринога, не се държат от оператор и се обезпечава необходимото отвесно състояние, като се гарантира стабилност на латата за измерването.
Отчетите посредством зрителната тръба се извършват с три нишки в зрителното поле. Средната нишка отчита височината от долния край на латата, независимо от използвания оптичен геодезически уред и вертикалния ъгъл на зрителната тръба. Оптичната система и двете крайни мерни нишки фабрично са така настроени, че да отчитат разстоянието от измерителния инструмент до латата като 1/100 от тази дължина. Отчетите се правят в mm. Разликата между двете крайни показания, отчетени с крайните нишки на тръбата (показана на схемата с отчети 1500 и 1344), определя и разстоянието
1500-1344 = 156 mm, което е 1/100 от действителното разстояние и е равно на 15,6 m.
Този отчет от отсечката по латата е действителното разстояние от измервателната станция до латата, но то не може директно да се използва като данни за изчертаване на топографски оригинал при тахиметрична снимка или при мензулна снимка. Информацията нанасяна в топографските карти се представя в една хоризонтална равнина. Поради това се налага да се направят преизчисления на този отчет, като се използва отчетения при визирането вертикален ъгъл към конкретната точка, и с помощта на тригонометрични функции да се изчислят разстоянията за нанасяне в хоризонталната равнина. За постигане на по-голяма точност и избягване на грешки при измервания, се прави отчитане с визиране „напред и назад“ към измерваните точки, което е особено важно за постигане на точност при по-дълги разстояния и при измерванията на полигони.

## Галерия
- Лата за нивелация градуирана в метри
- Лата, градуирана за използване в англосаксонските държави
- Прецизни измервания с лата от инвар поставена върху „жаба“ от оператора, операция при измервания с нивелир на междинни точки по трасето
- Оператор с вертикално поставена лата по време на измерване
- Баркод градуировка на лата